# 摘星奇緣
是一部1999年的英國浪漫喜劇電影。由羅渣·米曹（Roger Michell）執導，茱莉娅·罗伯茨及休·格兰特主演。首映在1999年7月。获得帝国奖最佳英国电影奖。

## 劇情
威廉·薩克（William Thacker，休·葛蘭飾）是一個典型英國人，文質彬彬且言語機伶，在倫敦諾丁山開了間專賣旅遊書的獨立書店。某天，大紅大紫的好萊塢女明星安娜·史考特（Anna Scott，茱莉亞·羅勃茲飾）進書店買書，兩人機緣巧合下建立了一段友誼，最後更墜入愛河，并终成眷属。

## 片中場景

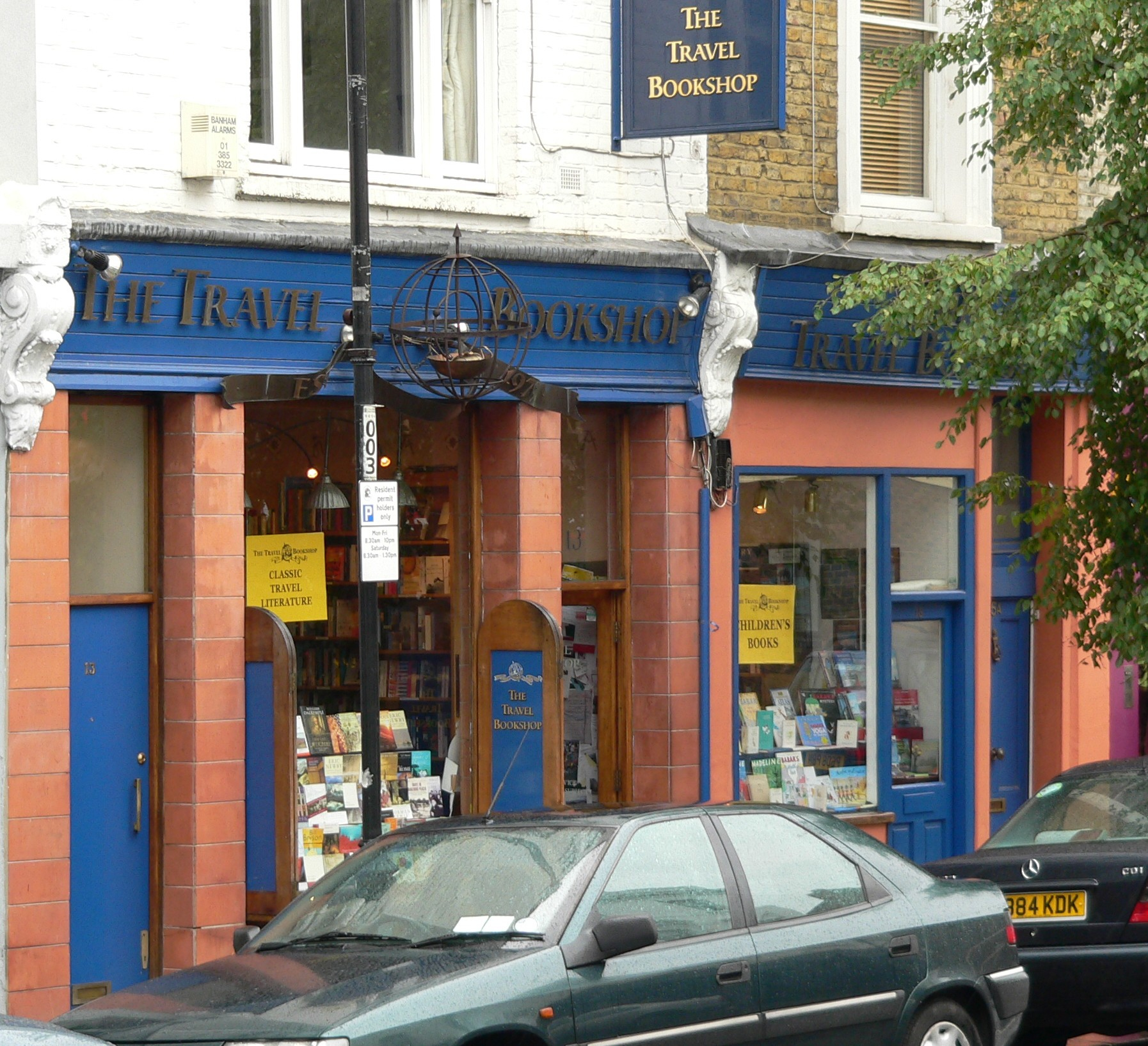
電影外景之一書店

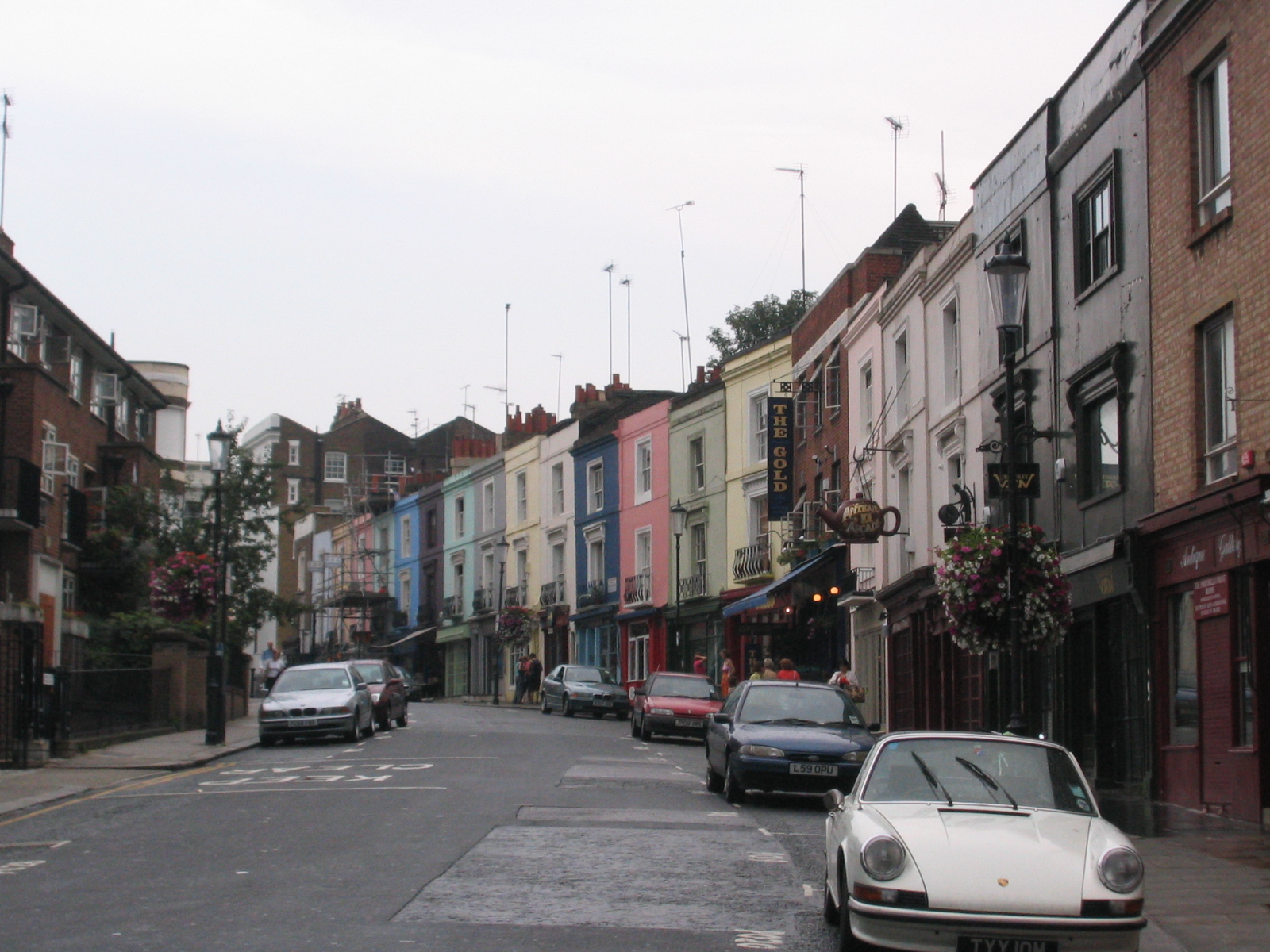
電影外景場地波特貝羅道

## 演員
| 演員                            | 角色                      |
| 休·葛蘭 Hugh Grant              | 威廉·薩克 William Thacker |
| 茱莉亞·羅勃茲 Julia Roberts     | 安娜·史考特 Anna Scott    |
| 艾瑪·錢柏斯 Emma Chambers       | 荷妮·薩克 Honey Thacker   |
| 休·拜尼維利 Hugh Bonneville     | 伯尼 Bernie               |
| 瑞斯·伊凡 Rhys Ifans            | 史派克 Spike              |
| 提姆·麥克納 Tim McInnerny       | 馬克斯 Max                |
| 吉娜·麥琪 Gina McKee            | 貝拉 Bella                |
| 詹姆斯·德雷福斯 James Dreyfus   | 馬丁 Martin               |
| 理查·麥凱比 Richard McCabe      | 東尼 Tony                 |
| 歐米德·吉亞李利 Omid Djalili    | 銷售員                    |
| 狄倫·莫蘭 Dylan Moran           | 魯菲斯 Rufus              |
| 艾力·寶雲 Alec Baldwin          | 安娜的美國男友            |
| 桑吉夫·巴斯卡爾 Sanjeev Bhaskar | 影評人                    |
| 美莎·芭頓 Mischa Barton         | 童星                      |

## 外部連結
- 互联网电影数据库（IMDb）上《摘星奇緣》的资料（英文）
- 爛番茄上《摘星奇緣》的資料（英文）